# He Yong (Politiker)
He Yong (chinesisch 何勇; * 12. Oktober 1940 in Qianxi, Hebei) ist ein chinesischer Politiker der Kommunistischen Partei Chinas (KPCh), der unter anderem von 1998 bis 2003 Minister für Disziplinaraufsicht im Staatsrat der Volksrepublik China war. Er war außerdem zwischen 2002 und 2012 Mitglied des Zentralkomitees der Kommunistischen Partei Chinas (ZK der KPCh) gewählt, nach dem Ständigen Ausschuss des Politbüros und dem Politbüro der Kommunistischen Partei Chinas eines der drei zentralen Führungsgremien der KPCh.

## Leben
He Yong trat 1958 als Mitglied der Kommunistischen Partei Chinas (KPCh) bei und begann nach dem Schulbesuch 1960 ein Studium an der Ingenieurabteilung für Präzisionsinstrumente und Messgeräte der Tianjin-Universität, das er im Juli 1968 beendete. Im Anschluss begann er seine berufliche Laufbahn in der Fabrik Nr. 238, einer Panzerfabrik, und war zunächst zwischen 1968 und 1970 Techniker der Messstelle, von 1970 bis 1975 Produktionssekretär der Zentrale sowie zwischen 1975 und 1978 sowohl Direktor der Politischen Abteilung als auch Mitglied des Ständigen Ausschusses des Parteikomitees der Fabrik. Im Anschluss fungierte er von 1978 bis 1983 als Direktor der Fabrik Nr. 238 sowie in Personalunion auch als stellvertretender Sekretär des Parteikomitees dieser Fabrik. Im Anschluss war er zwischen 1983 und 1985 stellvertretender Direktor des Amtes für Wissenschaft, Technologie und Industrie für die Landesverteidigung der Provinz Hubei.
1985 ging He nach Peking und war zuerst zwischen 1985 und 1986 Generaldirektor der Personalabteilung des Ministeriums für Waffenproduktion sowie im Anschluss von 1986 bis 1987 sowohl Chef der Sektion für Partei- und Regierungspersonal für auswärtige Angelegenheiten der Organisationsabteilung des Zentralkomitees der Kommunistischen Partei Chinas (ZK der KPCh) als auch stellvertretender Leiter der Organisationsabteilung des ZK. Im Anschluss wurde er 1987 Vize-Minister für Disziplinaraufsicht und bekleidete dieses Amt bis 1998. Er war zugleich zwischen 1987 und 1992 Mitglied der Parteiführungsgruppe dieses Ministeriums. Auf dem XIV. Parteitag der KPCh (12. bis 19. Oktober 1992) wurde er erstmals Mitglied der Zentralen Disziplinarkommission der Kommunistischen Partei Chinas und gehörte dieser nach seiner Bestätigung auf dem XV. Parteitag (12. bis 19. September 1997) bis zum XVI. Parteitag (8. bis 14. November 2002) an. Er war ferner zwischen dem XIV. Parteitag 1992 und dem XVII. Parteitag (15. bis 21. Oktober 2007) zugleich Mitglied des Ständigen Ausschusses der Zentralen Disziplinarkommission der KPCh sowie zwischen dem XV. Parteitag 1997 und dem XVIII. Parteitag (8. bis 14. November 2012) des Weiteren stellvertretender Sekretär der Zentralen Disziplinarkommission der KPCh.
Auf dem XV. Parteitag 1997 wurde He Yong außerdem erstmals Mitglied des ZK der KPCh und gehörte diesem Führungsgremium der Partei nach seinen Bestätigungen auf dem XVI. Parteitag 2002 sowie dem XVII. Parteitag 2007 ebenfalls bis zum XVIII. Parteitag 2012 an. Im März 1998 übernahm er als Nachfolger von Cao Qingze zudem Minister für Disziplinaraufsicht im Staatsrat der Volksrepublik China und hatte dieses Ministeramt bis März 2003 inne, woraufhin Li Zhilun ihn ablöste. Auf dem XVI. Parteitag (8. bis 14. November 2002) wurde er zum Mitglied des Sekretariats des ZK der KPCh gewählt, nach dem Ständigen Ausschuss des Politbüros und dem Politbüro der Kommunistischen Partei Chinas eines der drei zentralen Führungsgremien der KPCh. Er wurde auch auf dem XVII. Parteitag (15. bis 21. Oktober 2007) wieder zum Mitglied des ZK-Sekretariats gewählt, so dass er auch diesem Gremium bis zum XVIII. Parteitag (8. bis 14. November 2012) angehörte.